# Kinnergänzung
Eine Kinnergänzung oder Kinnvergrößerung mit Hilfe von chirurgischen Implantaten kann die zugrunde liegende Struktur des Gesichts verändern und für eine bessere Ausgewogenheit der Gesichtszüge sorgen. Die medizinischen Fachausdrücke Mentoplastik und Genioplastik beziehen sich auf die Verkleinerung und Vergrößerung des Kinns eines Patienten. Dies kann in Form einer Verkleinerung oder Abrundung des Kinns durch Osteotomie oder einer Kinnvergrößerung durch Implantate erfolgen.
Dieser Eingriff wird häufig, aber nicht immer, zusammen mit einer Nasenkorrektur durchgeführt, um die Gesichtsproportionen auszugleichen. Eine Kinnvergrößerung kann durch eine Manipulation des Kieferknochens (Unterkiefer) erreicht werden, und eine Vergrößerung mit dieser Technik führt in der Regel zu einer dramatischeren Korrektur als die Verwendung von prothetischen Implantaten.
Kinnimplantate werden verwendet, um ein besseres Profil zu schaffen. Sie tragen dazu bei, die Proportionen der Gesichtszüge zu verbessern. Es handelt sich auch um eine Technik in der Kosmetikindustrie, die die Kieferlinie und den Hals verbessern kann und damit zu mehr Selbstvertrauen und Selbstwertgefühl führt. Der eigene Knochen der Patienten wird aus den Rippen und einem Teil des Beckens (dem Darmbein) entnommen. Die Verwendung von gespendeten Knochenimplantaten bei der Kinnvergrößerung, selbst wenn es sich um den eigenen Knochen des Patienten handelt, scheint mit einer höheren Infektionsrate verbunden zu sein, selbst wenn das Implantat bereits seit Jahrzehnten eingesetzt ist.
Die Kinnvergrößerung ist nach wie vor beliebt, da es sich um einen für den Patienten relativ einfachen Eingriff handelt, der die Gesichtssilhouette deutlich verändert. Diese Art der Operation wird in der Regel von einem Mund-, Kiefer- und Gesichtschirurgen, einem HNO-Arzt oder einem plastischen Chirurgen durchgeführt.